# Jim Samson
Jim Samson (1946) è un musicista, critico musicale e musicologo britannico.
Ha fatto parte dello staff del Royal Holloway nel 2002 come professore di musica.
Professore all'Università di Exeter e di Bristol, ha pubblicato libri, come autore e come coautore, sulla musica di Fryderyk Chopin e sui soggetti analitici ed estetici  sulla musica del XIX e XX secolo. È uno di tre autori di The Complete Chopin: A New Critical Edition (Peters Edition).
Nel 1989 ha ricevuto il premio Order of Merit dal Ministero della cultura polacco per il suo contributo alla diffusione nelle scuole della musica di Chopin. Nel 2000 è stato eletto membro della British Academy e nel 2004 ha ricevuto il premio Royal Philharmonic Book Prize.
Attualmente sta pubblicando un manuale, Understanding Musicology e sta preparando un progetto di ricerca sulla musica dei Balcani.